# Fredo Corleone
Frederico (Fredo) Corleone (1919 – 1959) is een personage in de roman van Mario Puzo De Peetvader. Zijn rol wordt in de delen 1 en 2 van de filmtrilogie gespeeld door John Cazale.
Fredo Corleone, de tweede zoon van Don Vito Corleone, wordt wegens zijn slappe karakter niet in staat geacht leiding te geven aan de zaken van de familie. Hij wordt afgescheept met een eigen hotel in Las Vegas, maar hij voelt zich miskend en gaat in zee met vijanden van zijn broer Michael, zoals Hyman Roth.
In 1959, na Michaels mislukte avontuur in Cuba, wordt Fredo gesnapt. Nu Michael Corleone don is, besluit hij Fredo te beschouwen als een vreemde. Hij zegt dan ook duidelijk dat hij zijn broer niet meer wil zijn en dat hij hem niet meer wil zien. Omwille van hun moeder kan hij er niet toe overgaan Fredo te laten doden, hoewel deze door zijn verraad aan de familie zijn doodvonnis wel over zich afgeroepen heeft volgens de erecode van de Maffia. Dan sterft hun moeder. Michael wil dan ook letterlijk niet naar zijn moeder kijken als Fredo er nog is. In de kamer, waar Michaels moeder ligt, komt Connie Corleone, de zus van Fredo, naar Fredo toe om hem aan te spreken. Connie krijgt medelijden en gaat met Michael praten. Na een heel gesprek krijgt Michael (schijnbaar) ook medelijden en besluit naar hem toe te gaan. In de kamer aangekomen loopt hij op Fredo af en kijkt hem strak aan. Als Fredo begint te huilen, pakt Michael zijn hoofd en drukt hem naar hem toe, geeft hem een zoen, en zegt dat hij spijt heeft.
Korte tijd later wil Fredo met Michaels zoon gaan vissen in het meer achter het huis van Don Vito Corleone. Hij belooft hem de volgende ochtend te leren een grote vis te vangen. Anthony Corleone, de zoon van Michael, verheugt zich erop, maar dat is al gauw voorbij als hij hoort dat oom Fredo is verdronken. Hij blijkt echter in werkelijkheid te zijn doodgeschoten door Al Neri, de lijfwacht van Michael. Deze heeft uiteindelijk zijn broer toch opgeofferd aan zijn eigen wraakzucht. De dood van Fredo blijft echter lang aan het geweten van Don Michael knagen en hij vraagt tijdens zijn biecht in deel 3 van de trilogie vergiffenis aan kardinaal Lamberto.